# Missouri Fur Company
Missouri Fur Company var ett amerikanskt pälshandelsföretag som grundades i St. Louis vintern 1808-1809 på initiativ av Manuel Lisa.  

## Saint Louis Missouri Company 1808-1812
Företaget som först gick under namnet St. Louis Missouri Fur Company fick som bolagsmän bland annat Jean Pierre Chouteau, William Clark, William Morrison och Andrew Henry. Det nya kompaniet kunde utnyttja sina kontakter med guvernör Meriwether Lewis för att få regeringskontrakt för flodtransporter. Man byggde även fort, som baser för sin verksamhet, längs Missourifloden och Platte River. Under Andrew Henrys ledning sände kompaniet även expeditioner till Klippiga Bergen. Idén bakom Manuel Lisas företag var att själv utrusta och avsända pälsjägare, i stället för att lita till handel med indianerna. Lisa såg nämligen att prärieindianerna och indianerna i Klippiga Bergen framförallt var ett jagande hästfolk, som inte var intresserade att bedriva bäverfångst. 1812 års krig skapade svårigheter för St. Louis Missouri Fur Company och bolaget upplöstes 1812.

## Missouri Company 1819-1824
Manuel Lisa bildade 1819 ett nytt företag med nya bolagsmän under namnet Missouri Fur Company. Efter Lisas död 1820 reorganiserades bolaget trots svårigheter med kapitalförsörjningen. Konkurrens med andra pälshandeslföretag, bland annat med Andrew Henrys Rocky Mountain Fur Company, skadade lönsamheten. 1823 blev en av företagets expeditioner överfallna av svartfotsindianer och dess fällor, hästar och pälsverk stulna. Den ekonomiska förlusten ledde till att bolaget försattes i likvidation 1824.